# 魏楚國大長公主
魏楚国大长公主（？—1085年），宋英宗长女。
嘉祐八年（1063年），宋英宗即位，封德宁公主。治平三年（1066年），进封徐国公主，下嫁左卫将军王师约。治平四年（1067年），宋神宗即位，进陈国长公主。元丰八年（1085年），公主去世，追封燕国大长公主，谥号惠和。元祐四年（1089年），追封秦国大长公主。宋徽宗追封魏国大长公主，加魏楚国大长公主，又改惠和大长帝姬。